# Albrecht von Käfernburg
Albrecht von Käfernburg (Albert) (* um 1170; † 15. Oktober 1232 in Cividale del Friuli, begraben 1233 im Dom von Magdeburg) war der 18. Erzbischof von Magdeburg. Die Deutsche Biographie zählt ihn als Albrecht II. (s. Literatur).

## Leben
Albrecht entstammte dem thüringischen Grafengeschlecht von Kevernburg. Er erhielt seine schulische Ausbildung an der Hildesheimer Domschule und studierte in Paris und Bologna.

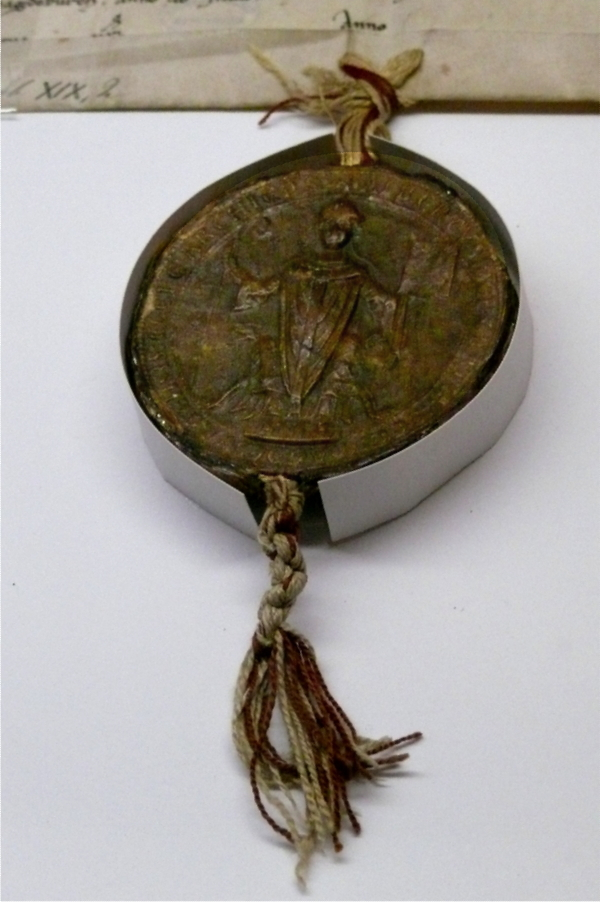
Siegel des Erzbischofs

1200 wurde er durch die Gunst Innozenz’ III. zum Propst des Stifts St. Maria ad Gradus zu Mainz. Im August 1205, nachdem er sich König Philipp angeschlossen hatte, wurde er durch die staufische Partei zum Erzbischof von Magdeburg erwählt und am 24. Dezember 1206 vom Papst geweiht.
Der beginnende Neubau des am 20. April 1207 durch Feuer zerstörten Magdeburger Doms ist sein Hauptwerk. Er importierte als einer der ersten den gotischen Stil aus Frankreich.
Nach der Ermordung Philipps von Schwaben (1208) half Albrecht dem Welfen Otto IV. zur Anerkennung in ganz Deutschland und begleitete ihn 1209 nach Italien. Als jedoch 1210 Otto der Bann traf, musste Albrecht diesen in Deutschland verkündigen. 1212 betrieb er die Wahl des Staufers Friedrich II. zum König. Deshalb traf Albrecht die Acht und sein Gebiet jahrelange Verwüstung durch die Welfen. Nach wiederhergestellter Ruhe nahm Albrecht die durch den Krieg heimatlos gewordenen Einwohner in die feste Neustadt und mit ihr in den Stadtverband Magdeburgs auf.
Am Sankt-Michaelis-Tag (29. Sept.) des Jahres 1220 brachte Albrecht die Hirnschale des heiligen Mauritius und einen Fingerknochen der heiligen Katharina nach Magdeburg, was in der damaligen Zeit viel Aufsehen erregte. So ist auf zeitgenössischen Brakteaten der Erzbischof mit der Hirnschale des heiligen Mauritius zu sehen. Das heute noch häufige Auftreten dieses Brakteatentyps lässt auf einen längeren Prägezeitraum (1220–1235) schließen.
Eine Fehde mit den Markgrafen von Brandenburg, Johann und Otto, focht er durch. Im Jahr 1222 folgte er dem Kaiser Friedrich II. nach Italien und wurde zum Grafen der Romagna und zum Stellvertreter des Kaisers in Oberitalien ernannt. Auf Albrechts Empfehlung erhielt Walther von der Vogelweide 1224 sein Würzburger Lehen. Albrecht brachte darauf einen großen Teil seines Lebens in Italien zu und bemühte sich besonders den Frieden zwischen dem Kaiser und dem Papst zu erhalten. Er nahm an der Reichsversammlung in Worms im Frühjahr 1231 teil, auf der unter anderem das sogenannte Statutum in favorem principum erlassen wurde.